# Pankrácká pláň

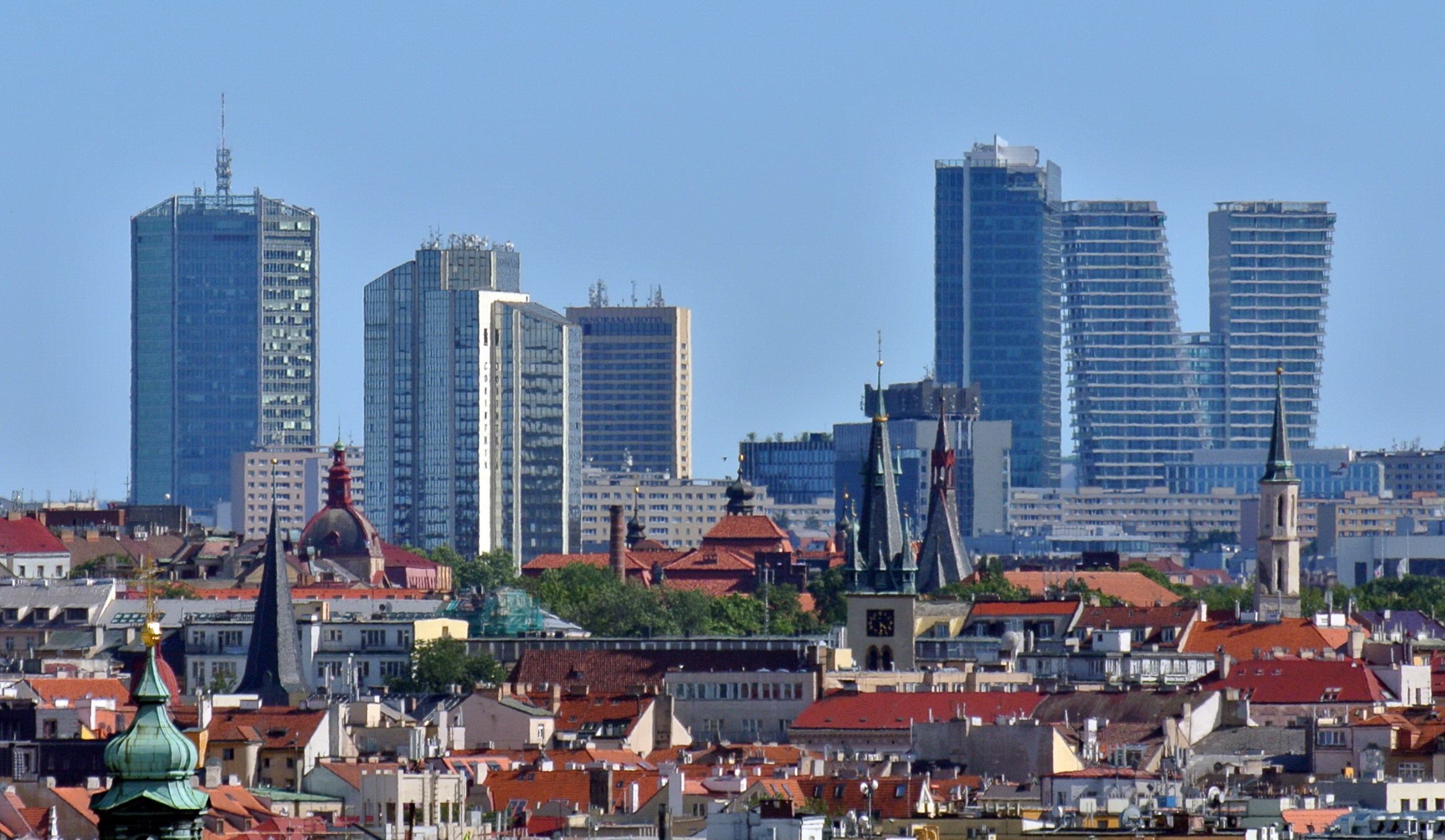
Panorama Pankráce

Pankrácká pláň je oblast na temeni vrchu Pankráce v Praze 4, nazvaného podle kostela sv. Pankráce, který zde poblíž vsí Nusle a Krušina stál již v románské době. Termín se používá především v urbanistických souvislostech; pokud se mluví o geomorfologickém celku, používá se spíše označení Pankrácká terasa.
Od doby vybudování Nuselského mostu a zdejší stanice metra Pankrác byla pankrácká pláň počítána k širšímu městskému centru, ale její urbanistický koncept zůstával dlouho nedokončen. V době první republiky zde vznikala také nuselská sportoviště (hřiště SK Nusle, Nuselský SK, Viktoria Nusle, pozdější Dynamo Pankrác, Slavoj Vyšehrad, Sokol a j.) a nacházela se zde mj. i nouzová kolonie Na Děkance.

## Pankrácká pláň v širším pojetí
Při posuzování pražského panoramatu se obvykle bere v úvahu celé temeno vrchu Pankráce. V současnosti (2019) zde stojí tyto budovy, které významně vstupují do dálkových pohledů:
| Počátek výstavby | Dokončení | Současný název           | Původní název                 | Poznámky                           | Výška (m) |
| ---------------- | --------- | ------------------------ | ----------------------------- | ---------------------------------- | --------- |
| 1972             | 1978      | Budova Centrotex         |                               | u stanice metra Pražského povstání | 74        |
| 1975             | 1977      | City Empiria             | Motokov                       | v pentagonu                        | 104       |
| 1976             | 1981      | Kongresové centrum Praha | Palác kultury                 | u Nuselského mostu                 | 39        |
| 1979             | 1983      | Panorama Hotel Prague    | Hotel Panorama                | v pentagonu                        | 79        |
| 1984             | 1988      | Corinthia Hotel Prague   | Hotel Fórum, Corinthia Towers | u Nuselského mostu                 | 84        |
| 1983             | 2008      | City Tower               | Československý rozhlas        | v pentagonu                        | 109       |
| 2015             | 2018      | V Tower                  |                               | v pentagonu                        | 104       |
| 2016             | 2018      | Main Point Pankrác       |                               | v pentagonu                        | 40        |

## Pankrácká pláň v užším pojetí

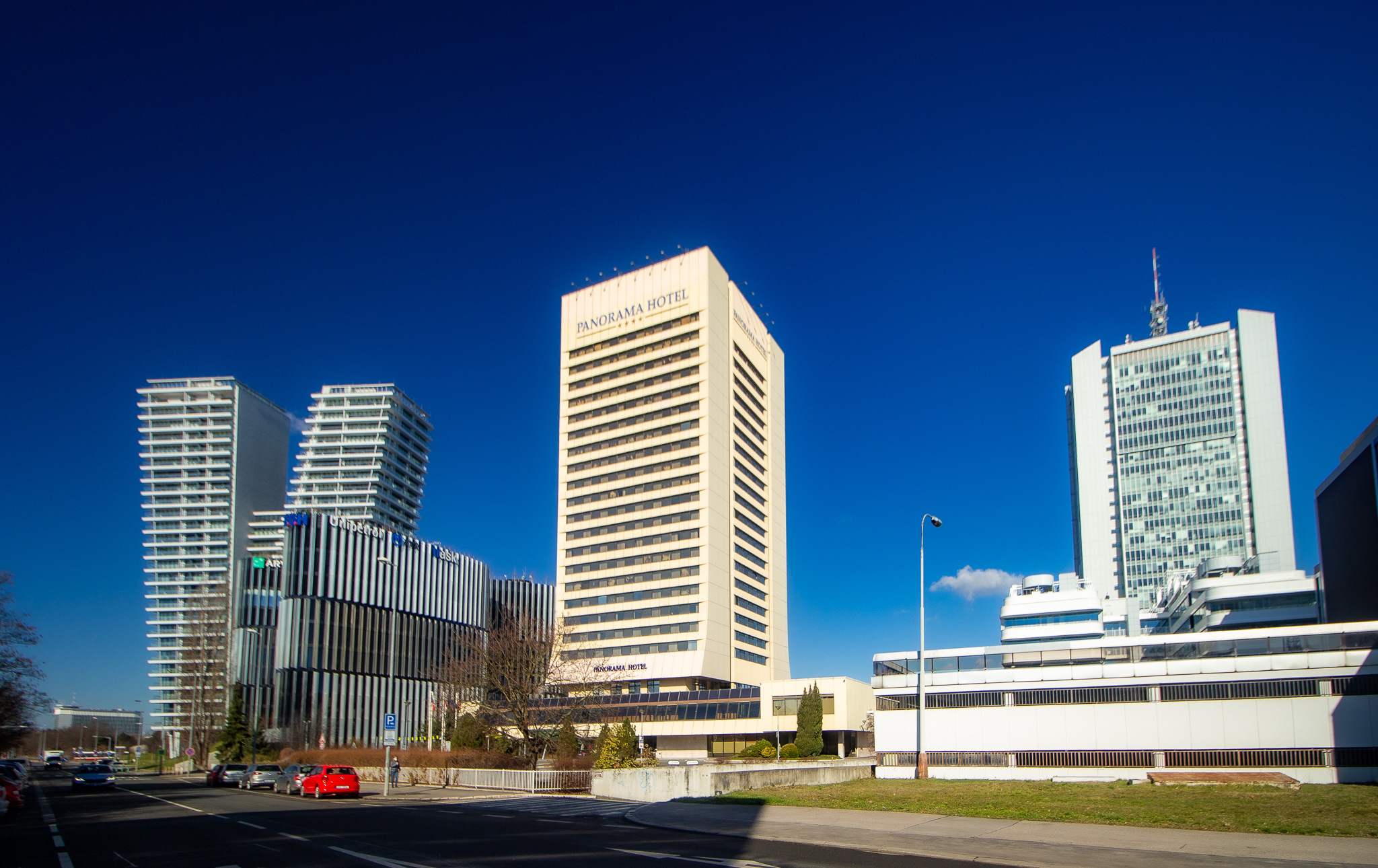
Pankrácká pláň s budovami Panorama Hotel Prague (uprostřed), City Tower (vpravo), v pozadí vlevo výškový dům V Tower a vpředu Main Point Pankrác

V užším pojetí můžeme za Pankráckou pláň považovat rozvojové plochy vymezené v podmínkách soutěže z r. 1997, která řešila tato území:
- A – oblast mezi Centrálním parkem a ulicí Na Hřebenech II - nazývaná Kavčí hory
- B – tzv. pentagon, plocha sevřená ulicemi Hvězdova, Na Pankráci, Na Strži, Milevská, Pujmanové; jedná se o nejatraktivnější plochy v blízkosti stanice metra Pankrác
- C – lichoběžníková plocha někdejšího autobusového nádraží mezi ulicemi Na Pankráci, Pikrtova a Doudlebská
- D – oblast za severojižní magistrálou (Reitknechtka)

Z dvanácti návrhů byl jako vítězný vybrán ten, který navrhl dostavbu plochy šesti výškovými budovami zhruba stejně vysokými jako budova rozhlasu. Soutěž ale nakonec vyzněla naprázdno, protože se nikdy nepřistoupilo k vypracování regulačního plánu. Bylo zpracováno zadání regulačního plánu, ale jeho zadání nebylo schváleno tehdejším obvodním zastupitelstvem Prahy 4.
I bez regulačního plánu byla pláň postupně zastavována. Významný byl rok 2008, v němž byly dokončeny čtyři projekty (jeden obchodní a tři administrativní):
- Pankrácká pláň s výškovými novostavbamiCity Tower
- Office park Kavčí hory

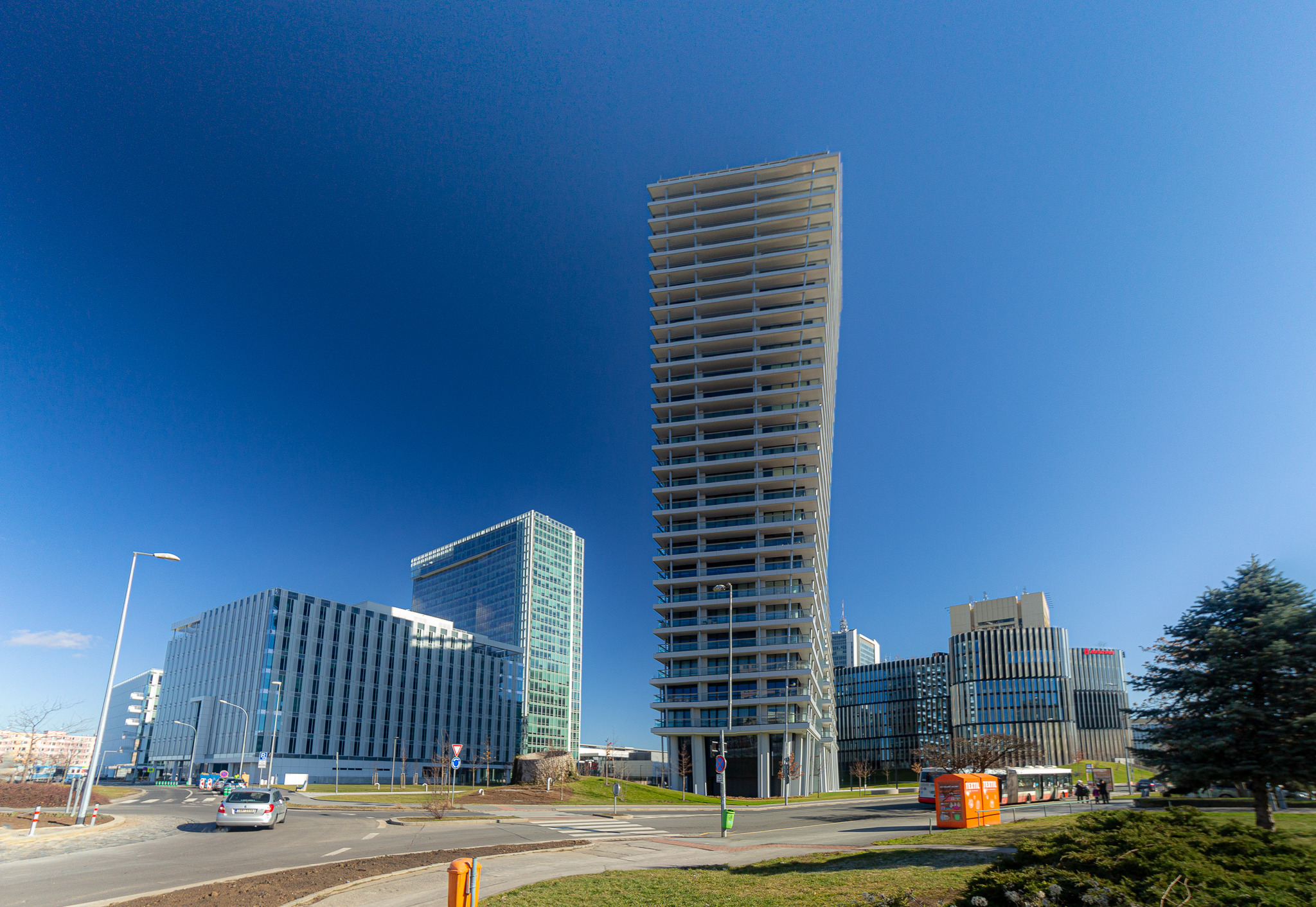
Pankrácká pláň s výškovými novostavbami

- Obchodní centrum Arkády Pankrác 14. listopadu 2008
- Gemini

Na konci roku 2008 bylo celkové zastavění následující:
- Oblast A byla asi ze dvou třetin zastavěna (objekty České televize včetně budovy televizního zpravodajství a budovy producentských center přezdívané „rohlík“ a „Office park Kavčí hory“).
- V oblasti B byla dokončena 109 m vysoká budova City Tower a obchodní centrum Arkády Pankrác[2].
- Oblast C byla využita pro administrativní budovu Gemini.
- V oblasti D, těsně přiléhající k magistrále, byl postaven pouze objekt vysokonapěťové rozvodny.

Od prosince 2010 do prosince 2012 probíhala výstavba nové kancelářské budovy City Green Court. Budova o 8 nadzemních podlažích stojí v severozápadním rohu pentagonu na rohu ulic Pujmanové a Hvězdova. Většinu prostoru si pronajaly společnosti PwC, GlaxoSmithKline a Skanska.

## Plánované stavby
V jihozápadním kvadrantu pentagonu developer ECM Real Estate Investments plánoval stavbu dalších dvou výškových budov: luxusní obytný dům „City Epoque“ ve tvaru „V“ o výšce 104 metry a „City Epoque Office“, válcová budova o výšce 75,5 metru, původně byla označována jako hotel, později jako kancelářská budova. Dokončení obytného domu bylo plánováno na 1. čtvrtletí roku 2013. Proti záměru vystoupilo UNESCO, které doporučilo stanovit pro nové budovy výškový limit 60 až 70 metrů. Pankrácká pláň stojí asi 1,5 km od Historického centra Prahy, světového kulturního dědictví UNESCO. Městský soud v Praze v srpnu 2011 zrušil příslušné územní rozhodnutí a samotná firma ECM byla od července 2011 v konkursu. Po úpadku společnosti ECM oba projekty koupila lucemburská společnost Aceur Investment. Projekt bytového domu City Epoque byl později přepracován a dostal nový název V Tower. Jeho původně plánovaná výška 104 m zůstala zachována; realizace probíhala mezi roky 2015 a 2018. Budova ve tvaru válce City Epoque Office nebyla realizovaná a místo ní zde vyrostla menší 40 metrů vysoká nízkoenergetická kancelářská budova Main Point Pankrác.
V roce 2017 se projekt pěti věžových budov Rezidence Park Kavčí Hory plánovaných v sousedství pentagonu stal jedním z důvodů varování organizace UNESCO, že by historické centrum Prahy mohlo být zařazeno do kategorie „památky v ohrožení“. Central Group plánovala stavbu těchto budov v roce 2019. V březnu 2020 byly některé plánované budovy sníženy o 30 metrů. 7. prosince 2020 komise pro územní rozvoj Prahy 4 znovu nedoporučila projekt z roku 2017 schválit a požaduje předložit upravený podnět a znovu projednat zástavbu v celém rozsahu vyplývající
z konceptu snížení.